# Flagrant Délit (album)
Pour les articles homonymes, voir Flagrant délit (homonymie).
Albums de Johnny Hallyday
Vie
(1970) Country, Folk, Rock
(1972)
Singles
1. (SP) Oh ! Ma jolie Sarah - Que j'aie tort ou raison
Sortie : 5 avril 1971
2. (SP) Fils de personne - Il faut boire à la source
Sortie : 22 septembre 1971

Flagrant Délit est le 14e album studio de Johnny Hallyday, il sort en 1971.
Il s'agit du premier album de Johnny Hallyday écrit par un seul auteur, à savoir Philippe Labro, l'ensemble est réalisé par Lee Hallyday.

## Histoire
Philippe Labro est le premier auteur à écrire tout un album pour Johnny Hallyday. Après Vie (précédent album du chanteur, auquel également collabore Labro), l'opus poursuit l'orientation de Johnny Hallyday vers des chansons évoquant des problèmes contemporains. Le disque, résolument rock (empruntant au blues, à la country, au gospel), ne compte aucune ballade.

## Autour de l'album
- Référence originale : 33 tours Philips 6325 003[3]
- Seconde édition : 33 tours Philips 9101 039[4]

Trois des titres composés par Gary Wright, sont repris par lui dans son album solo Footprint (1971) :
- Stand for Our Rights (Flagrant délit)
- If You Treat Someone Right (Si tu pars la première)
- Whether It's Right or Wrong (Que j'aie tort ou raison)[5].

Gary Wright and Wonderwheel, en 1972, le single I Know, version anglaise de La loi.
Rééditions album Flagrant délit
1990, première édition en CD Philips Phonogram 842768-2
21 mars 2000, CD Universal 546 954-2,
25 septembre 2009, 33 tours Universal 531661-1 (en tirage limité et numéroté à 3000 exemplaires)
23 février 2024 : l'album est réédité dans une version remixée sous différentes versions, proposant notamment, deux chansons inédites (retrouvées parmi les archives du studio londonien Olympic Sound Studio, des versions alternatives de plusieurs titres (ainsi qu'une version inédite du live enregistré au Palais des sports de Paris en 1971 et un enregistrement en public totalement inédit au disque enregistré durant la tournée d'été de l'artiste, :
Livre CD Universal 5398804 Johnny 71 Flagrant délit :
 
CD1 Universal 5398799 album original nouveau mix (10 titres) :

Flagrant délit (3'30) / Fils de personne (2'43) / Oh ! Ma jolie Sarah (4'34) /Il faut boire à la source (2'18) / Fille de la nuit (3'09) /                Si tu pars la première (3'49) / L'autre moitié (3'52) / La loi (3'50) / Que j'aie tord ou raison (4'19) / Tant qu'il y aura des trains (3'20)

Le deuxième CD propose deux titres totalement inédits et des versions alternatives, tous issus des sessions studio de l'enregistrement de l'album :
CD2 Universal 5398800 Album Sessions inédites Flagrant délit (11 titres inédits) :

Waterloo (inédit / 4'48) / Reste (inédit / 3'52) / Flagrant délit (version alternative inédite / 4'22) / Si tu pars la première (prise voix alternative inédite / 4'27) / L'autre moitié (prise voix alternative inédite / 3'52) / Que j'ai tord ou raison (version alternative inédite / 6'13)
Tant qu'il y aura des trains (prise voix alternative inédite / 3'21) / Oh ! Ma jolie Sarah (mix alternatif inédit / 5') /                                Fils de personne (mix alternatif inédit / 2'59) / Fille de la nuit (mix alternatif inédit / 3'34) / Gentle Sarah (mix stéréo original / 4'27)

(Le CD3 propose une version inédite de l'album live de 1971 Live at the Palais des sports)
Coffret collector Universal 539 8795 Johnny 71 Flagrant délit 2LP + 4CD + 1 DVD :

(CD1 et LP1, CD2 et CD3, identiques à ci-dessus / Le second LP ne propose pas Gentle Sarah)

(Le CD4 propose un live totalement inédit capté durant la tournée d'été 1971 ; CD Universal 5398802 17 août 1971 Palavas-Les-Flots (il s'agit d'une archive radiophonique, enregistrée et diffusée en direct sur Europe 1 dans l'émission Campus de Michel Lancelot.

## Les titres
Album original
| 1.  | Flagrant délit                                   | Philippe Labro              | Gary Wright             | 3:27 |
| 2.  | Fils de personne (Fortunate Son)                 | Philippe Labro (adaptation) | John Fogerty            | 2:50 |
| 3.  | Oh ! Ma jolie Sarah                              | Philippe Labro              | Mick Jones, Tommy Brown | 4:47 |
| 4.  | Il faut boire à la source (Drink From the Water) | Philippe Labro (adaptation) | Joey Cooper             | 2:27 |
| 5.  | Fille de la nuit (Delta Lady)                    | Philippe Labro (adaptation) | Leon Russell            | 3:09 |
| 6.  | Si tu pars la première                           | Philippe Labro              | Gary Wright             | 3:46 |
| 7.  | L'autre moitié                                   | Philippe Labro              | Johnny Hallyday         | 3:53 |
| 8.  | La loi                                           | Philippe Labro              | Gary Wright             | 3:58 |
| 9.  | Que j'aie tort ou raison                         | Philippe Labro              | Gary Wright             | 4:23 |
| 10. | Tant qu'il y aura des trains                     | Philippe Labro              | Johnny Hallyday         | 3:24 |

Titres inédits de la réédition 2024
| No | Titre                  | Paroles        | Musique                                 | Durée |
| -- | ---------------------- | -------------- | --------------------------------------- | ----- |
| 1. | Waterloo               | Philippe Labro | Mick Jones, Tommy Brown                 | 4:48  |
| 2. | Reste (Don't Leave Me) | Philippe Labro | Mick Jones, Tommy Brown, Hugh McCracken | 3:52  |

## Musiciens
- Gary Wright : Piano, orgue
- Raymond Donnez : Piano, orgue
- Hugh McCracken, Mick Jones - Jerry Donahue : Guitares
- Pat Donaldson (en) : Basse
- Tommy Brown : Batterie
- Bobby Keys : Saxophone ténor
- Jim Price (en) : Trompette
- Jim Price : Trompette
- Nanette Workman - Doris Troy - Madeline Bell (en) - Liza Strike : Choristes
- Chris Kimsey (en) : ingénieur du son

Arrangements :
Gary Wright (1, 6, 8, 9) - Mick Jones, Tommy Brown, Zack Laurence (3) - Mick Jones, T. Brown (2,4,5) - Johnny Hallyday (7, 10)